# Domaželice
Domaželice é uma comuna checa localizada na região de Olomouc, distrito de Přerov.